# Berceuses du chat
De Berceuses du chat ('Wiegeliederen van de kat') (W30) is een compositie van Igor Stravinsky voor contra-alt en drie klarinetten op Russische volksteksten, in een vertaling van Charles Ferdinand Ramuz, gecomponeerd in Clarens, Château d'Oex en Morges in de periode 1915-1916. Het werk is opgedragen aan de schilders Natalja Gontsjarova en Michail Larionov. Stravinsky maakte tevens een transcriptie voor stem en piano. Het werk, dat ongeveer vijf minuten duurt en ook bekend is onder zijn Engelstalige titel Cat's Cradle Songs, bestaat uit de volgende delen:
- Sur le Poêle
- Interieur
- Dodo
- Ce qu'il a le Chat

De Berceuses zijn met hun toonzetting van Russische volksteksten een voortzetting van de Pribaoutki-liederen uit 1914. Stravinsky maakt gebruik van soms ongebruikelijke registers voor de klarinetten. Het laatste lied is een perpetuum mobile met een opzettelijke dyssymmetrie: een couplet in 4 maten en een antwoord in 3 maten, waarbij één maat verlengd is door halve-noot waarde.

## Oeuvre
Zie het Oeuvre van Igor Stravinsky voor een volledig overzicht van het werk van Stravinsky.

## Geselecteerde discografie
Berceuse du chat gezongen door Cathy Berberian en het Columbia Chamber Ensemble (Paul Howland, Jack Kreisel en Charles Russo, klarinet) o.l.v. Igor Stravinsky; Stravinsky Songs 1906-1953, CBS 72881, 1971 (in 1991 verschenen op cd in de 'Igor Stravinsky Edition' in het deel 'Opera'(sic), 2 cd's SM2K 46298)